# Jarmila Novotná

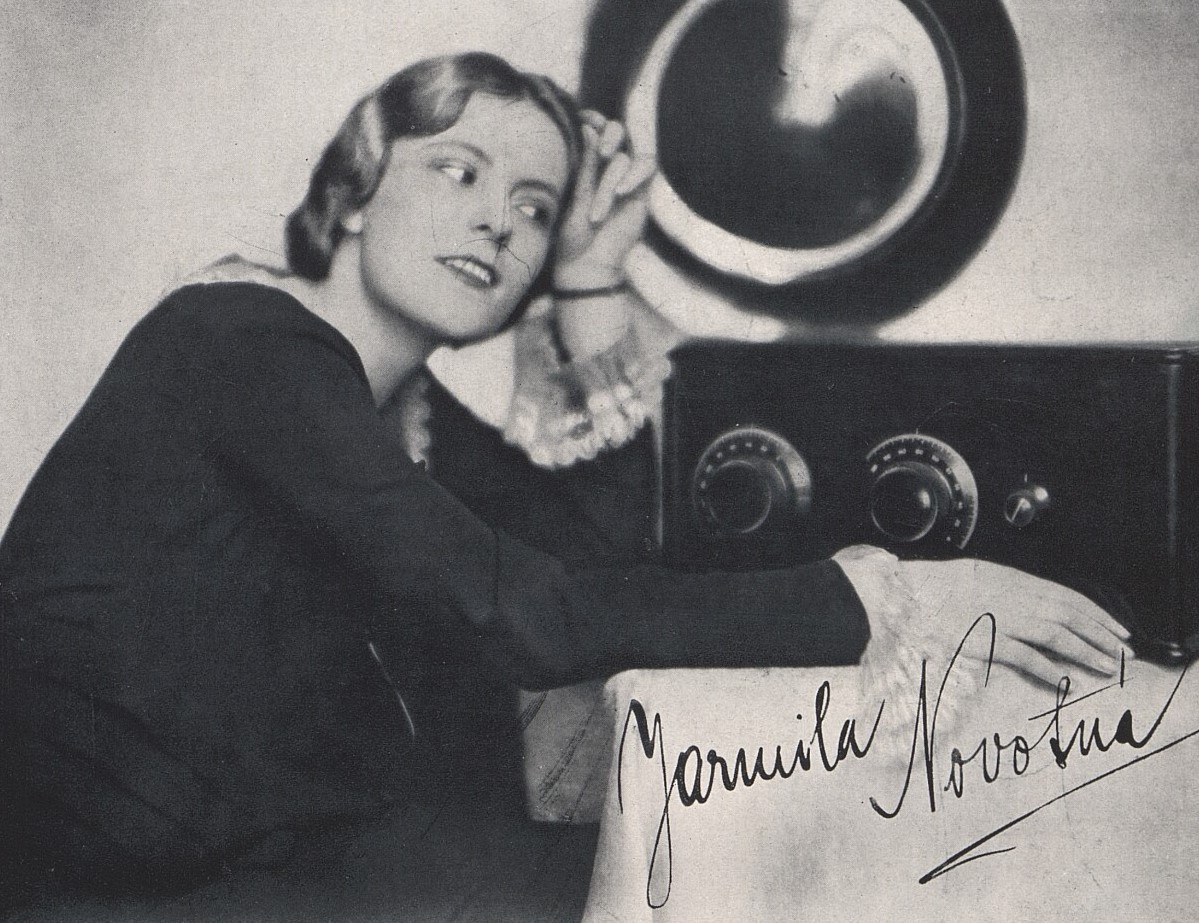
Jarmila Novotná, reklamní foto nizozemské firmy Philips (1929)

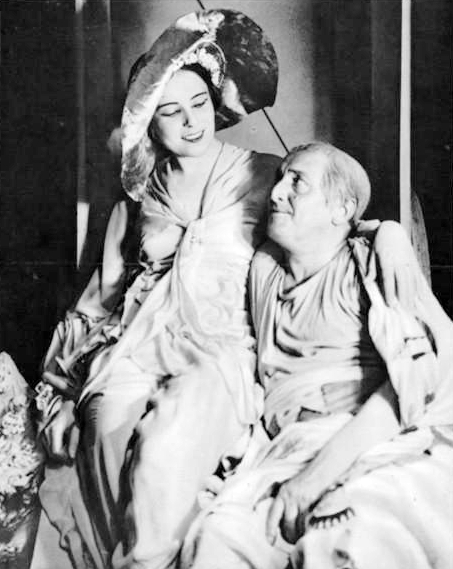
Jarmila Novotná (jako Helena) a Hans Moser (jako Ménélaos) v operetě Jacqua Offenbacha Krásná Helena. Režisér Max Reinhardt, Berlín 1931.

Jarmila Novotná, křtěná Jarmila Ludmila, provdaná Daubková (23. září 1907 Královské Vinohrady – 9. února 1994 New York) byla česká operní pěvkyně-sopranistka a filmová herečka.

## Život a dílo
Narodila se na Královských Vinohradech, nyní části Prahy, v rodině krejčího Josefa Novotného (1882–??) a jeho manželky Josefy, rozené Zajíčkové (1877–??). Měla starší sestru Pavlínu.
Svoji uměleckou dráhu zahájila v roce 1925 jako elévka Národního divadla. Vystupovala i v kabaretech, hrála a zpívala též v operetách a byla herečkou v českých filmech. Nejprve účinkovala v operních představeních, která byla občas pořádána ve Divadle na Vinohradech. Posléze odešla zpívat do milánské opery Teatro alla Scala. V roce 1929 vystupovala v Neapoli, roku 1933 v Berlíně. V témže roce nastoupila angažmá ve Vídni, kde působila až do roku 1938. Přesto často hostovala nejen v Československu, ale i v Paříži či v Londýně. V roce 1939 zvolila i se svou rodinou emigraci do Spojených států. Nahrávala též často na gramofonové desky.
Po několik měsíců byla žačkou Emy Destinnové, poté dva roky studovala zpěv u Hilberta Vávry. S ním vystoupila v roli Violety při amatérském uvedení Verdiho Traviaty v Lounech. Ohlasy tohoto představení se dostaly až k tehdejšímu šéfovi opery Národního divadla, Otakaru Ostrčilovi. Ten pozval mladou pěvkyni na předzpívání a následně jí nabídl hostování v roli Mařenky ve Smetanově Prodané nevěstě a později i roli Violety v Traviatě. Od roku 1925 studovala zpěv také v Miláně u Quarnieriho.
Dne 16. července 1931 se v kostele Panny Marie pod Řetězem v Praze na Malé Straně provdala za Jiřího Daubka (1890–1981), se kterým měla dceru Jarmilu (* 1932) a syna Jiřího (* 1938).
Kromě svých angažmá v Berlíně (Krolloper do roku 1934) a na Vídeňské státní opeře (až do roku 1940) vystupovala Jarmila Novotná již od roku 1935 do roku 1956 na newyorské Metropolitní opeře jako sólistka. V roce 1946 navštívila poválečné Československo, které zahájila slavnostním koncertem v Národním divadle, do vlasti se pak vrátila ještě v roce 1947, kdy zde absolvovala koncertní turné.

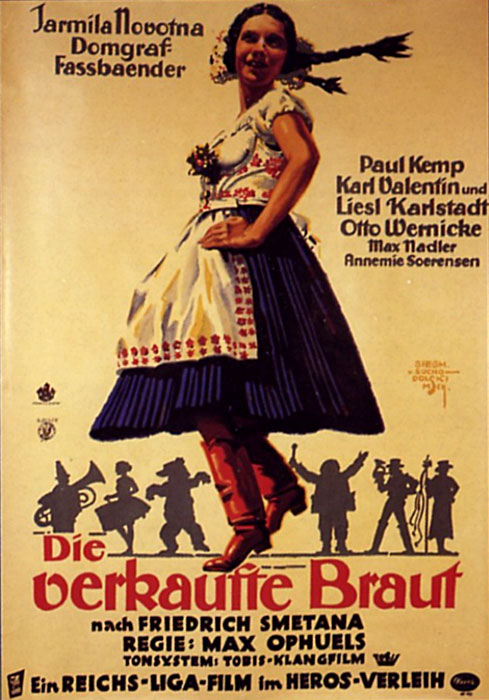
Plakát k německému filmu Die verkaufte Braut (Prodaná nevěsta) režiséra Maxe Ophülse z roku 1932. Autor: Siegmund von Suchodolski.

V roce 1947 hrála v protiválečném americko-švýcarském filmu, který režíroval Fred Zinnemann. Ve Švýcarsku a Německu byl s ní také natáčen film Poznamenaní, který byl posléze nominován na Oscara. Ve filmu hrála matku, která hledá svého syna ztraceného během druhé světové války. Dětskou roli jejího syna zde ztvárnil český chlapec Ivan Jandl, který za svoji roli v tomto filmu získal Oscara.

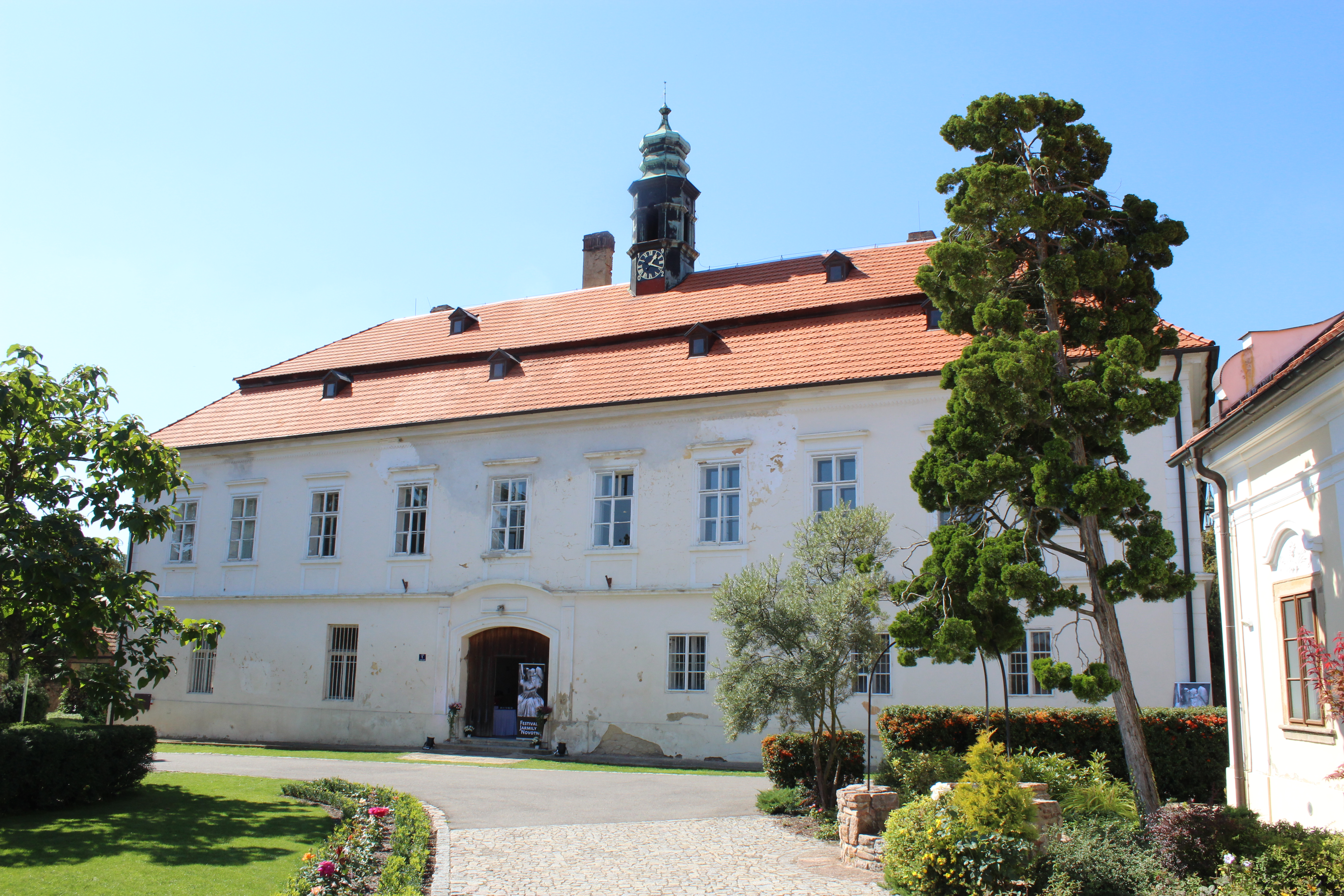
Zámek v Litni, na který Jarmila Novotná vzpomíná ve své knize Byla jsem šťastná. Koná se zde Festival Jarmily Novotné.

Od roku 1982 ještě několikrát navštívila vlast, na sklonku života napsala vzpomínkovou knihu Byla jsem šťastná.

## Metropolitní opera
V letech 1940–1956 zpívala Jarmila Novotná v Metropolitní opeře v New Yorku, kde sklízela velké úspěchy. Vystupovala nejen v rolích psaných pro soprán, nýbrž také v kalhotkových rolích pro mezzosoprán. Debutovala zde v roce 1940 jako Mimì v Pucciniho opeře Bohéma. Její poslední rolí na této scéně byl princ Orlofsky ve Straussově operetě Netopýr dne 15. ledna 1956.
Ztvárnila zde následující role:
- Mimì – Giacomo Puccini: Bohéma
- Eurydika – Christoph Willibald Gluck: Orfeus a Eurydika
- Violetta Valéry – Giuseppe Verdi: La traviata
- Cherubín – Wolfgang Amadeus Mozart: Figarova svatba
- Manon – Jules Massenet: Manon
- Mařenka – Bedřich Smetana: Prodaná nevěsta, uvedeno v angličtině pod názvem The Bartered Bride, dirigent Bruno Walter
- Donna Elvíra – Wolfgang Amadeus Mozart: Don Giovanni
- Pamina – Wolfgang Amadeus Mozart: Kouzelná flétna
- Oktavián – Richard Strauss: Růžový kavalír
- Antonia – Jacques Offenbach: Hoffmannovy povídky
- Freia – Richard Wagner: Zlato Rýna
- Melisanda – Claude Debussy: Pelleas a Melisanda
- Princ Orlofsky – Johann Strauss mladší: Netopýr

## Uctění památky pěvkyně

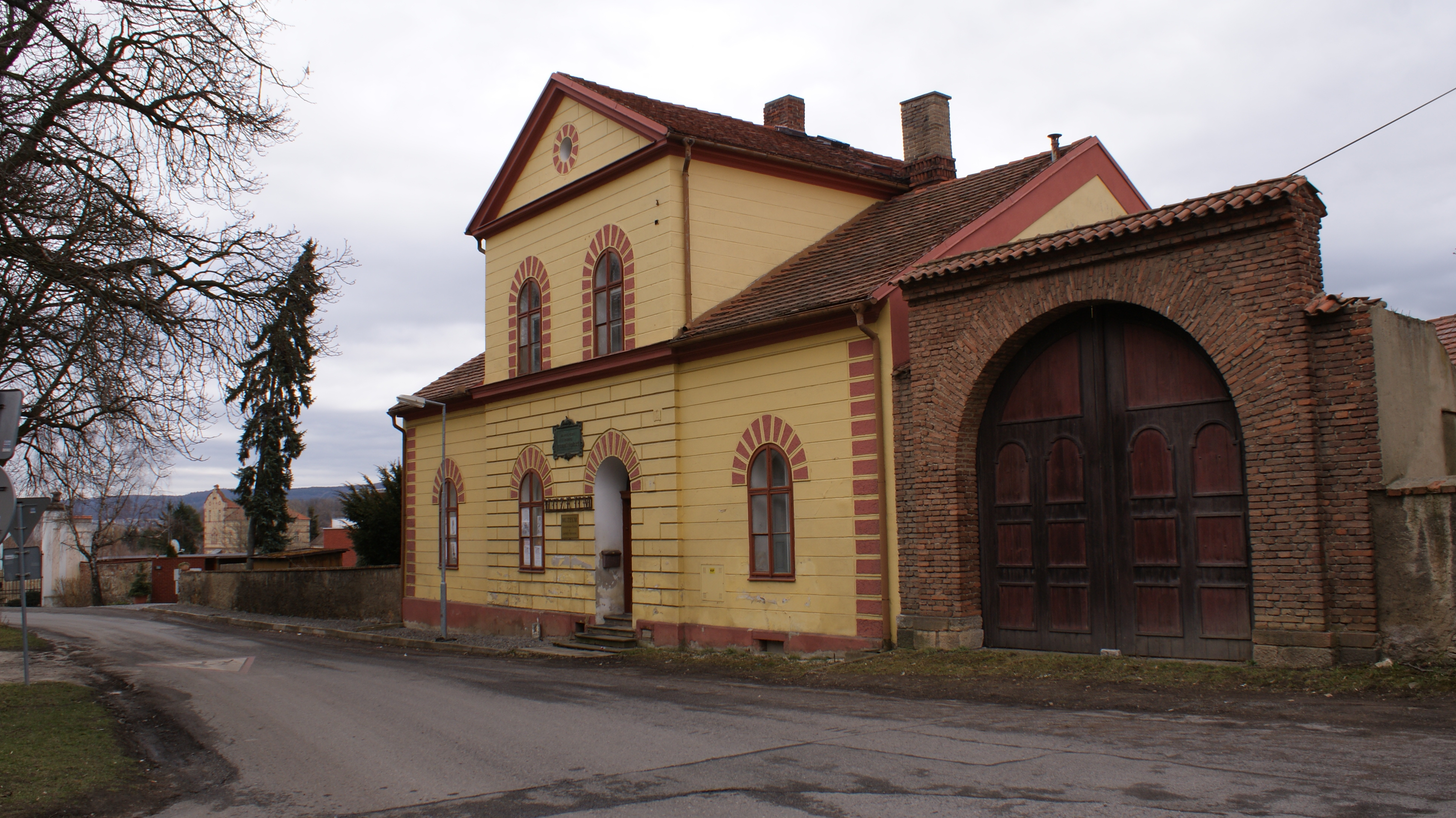
Muzeum v Litni s expozicí Svatopluka Čecha a Jarmily Novotné

- Po Jarmile Novotné je pojmenována planetka (5897) Novotná
- 1991 byla Jarmila Novotná presidentem Václavem Havlem vyznamenána řádem T. G. Masaryka IV. třídy
- V Národním divadle v Praze byla v roce 1997 instalována její busta.
- Česká národní banka vydala v roce 2007 ku příležitosti jejích nedožitých 100. narozenin stříbrnou pamětní minci v hodnotě 200 Kč s jejím portrétem.
- Po Jarmile Novotné je pojmenována jedna z cen na mezinárodní pěvecké soutěži Antonína Dvořáka v Karlových Varech.

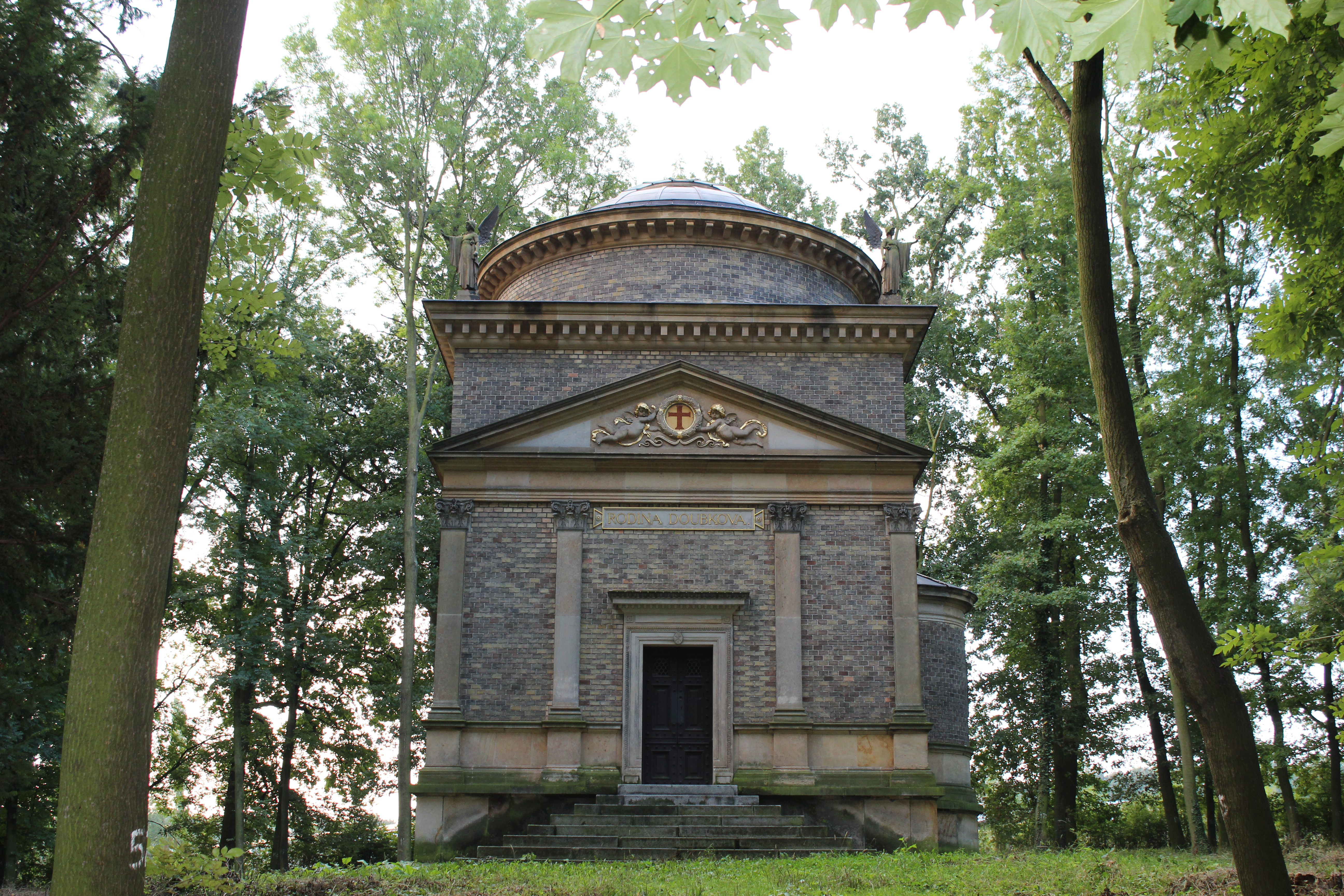
Hrobka rodiny Daubkovy v Litni z roku 1888. Je zde uložena i pěvkyně Jarmila Novotná. Autorem hrobky je architekt Antonín Wiehl.

- Jarmila Novotná zemřela v New Yorku, ale je pochována se svým manželem Jiřím Daubkem v Litni u Berouna v rodinné hrobce šlechtického rodu Daubků.
- Na počest Jarmily Novotné je v parku zámku Liteň pořádán Festival Jarmily Novotné.[6]

- Pobyt Jarmily Novotné v Litni a její význam pro českou kulturu připomíná od roku 2013 Naučná stezka Liteň.[7]

- V rámci 4. ročníku Festivalu Jarmily Novotné byla v pražském Obecním domě otevřena 9. září 2014 „Výstava kostýmů Jarmily Novotné“ ve spolupráci s Metropolitní operou v New Yorku a Národní galerií v Praze.[8]

## Nahrávky
- Giuseppe Verdi: La traviata, rozhlasová nahrávka z Metropolitní opery, představení z 29. listopadu 1941, Violetta Valéry: Jarmila Novotná, Alfréd Germont: Jan Peerce, Jiří Germont, jeho otec: Lawrence Tibbett, Flora Bervoix, Violettina přítelkyně: Thelma Votipka, Annina, Violettina hospodyně: Helen Olheim, Gaston, vikomt de Létorieres: Alessio De Paolis; dirigent Ettore Panizza[9]

## Herecká filmografie
- Vyznavači slunce (1925)
- Požár v opeře (1930)
- Žebravý student (1931)
- Die verkaufte Braut (Prodaná nevěsta, 1932
- Skřivánčí píseň (1933)
- Noc velké lásky (1933)
- La dernière valse (The Last Waltz) (1934)
- Frasquita (1934)
- Kozák a slavík (1935)
- Poznamenaní (1948)
- The Great Caruso (1951)
- The Great Waltz (1955)
- Hans Brinker and the Silver Skates (1958)

## Dokumentární filmy o Jarmile Novotné
- Úsměvy a slzí třpyt (1970)
- Der große Zauberer – Max Reinhardt (1973)
- Toscanini: The Maestro (1985)
- Jarmila Novotna im Gespräch mit Marcel Prawy (1988)
- Jarmila Novotná (1989)
- Vox humana (1990)
- Memoáry paní J. N. (1991)
- Poslední setkání s Jarmilou Novotnou (1992)
- České pěvkyně v Americe (2001)
- Nepolapitelný motýl (2002)
- Hudební toulky s Ladislavem Smoljakem (2003)
- Vzpomínka na Jarmilu Novotnou (2007)
- Pocta Jarmile Novotné (2014) – koncert

## Televizní seriály
- Studio One (1948)
- Armstrong Circle Theatre (1950)
- Hallmark Hall of Fame (1951)
- Omnibus (1952)
- The Elgin Hour (1954)
- Justice (1954)

## Televizní pořady
- Toast of the Town (1948)
- The Colgate Comedy Hour (1950)
- Live from the Metropolitan Opera (1977)
- Slavné hlasy opery Národního divadla (1984)
- Hledání ztraceného času (1991)
- Album (1991)
- Kalendárium (1993)
- Haló, hudba (1999)
- Domácí štěstí (2000)
- Terra musica (2009)
- Události v kultuře (2013)

## Ocenění
- Řád Tomáše Garrigua Masaryka  4. třídy (1991)
- Čestné občanství hlavního města Prahy
- Čestné občanství městyse Lázně Toušeň